# Енергія морських хвиль
Ене́ргія морськи́х хвиль — кінетична енергія, що її несе коливання поверхні моря під дією вітру. Належить до відновлюваних джерел енергії. За допомогою хвильових перетворювачів енергія хвиль реалізується в електричну або іншу придатну до використання.
Середня хвиля висотою 3 м несе приблизно 90 кВт енергії на 1 м² узбережжя.

## Фізичний аспект
Фізичні фактори, що роблять можливим використання енергії морських хвиль:
- Різниця фаз коливань у просторово рознесених точках;
- Змінення рівня моря відносно стаціонарно розміщеного тіла;
- Різниця фаз коливань рівня тиску води у просторово рознесених точках;
- Періодичність коливання сумарного тиску відносно стабілізованого рівня;
- Періодичне змінення нахилу хвильової поверхні;
- Концентрація хвильової енергії по фронту чи глибині;
- Швидкісний напір рідини;
- Комбінація ефектів.

## Класифікація хвильових перетворювачів

### Перетворювачі з елементами, що гойдаються на воді
- «Качка» Солтеру
- Пліт Коккерелла

### Гідропневматичні перетворювачі
- Пневмобуй Мацуди

### Концентратори хвильової енергії
- «Випрямник» Рассела;
- «Дамба-аттол»;

## Хвильові енергетичні установки
В Японії з 1978 року працює плавуча електростанція, яка використовує енергію морських хвиль. Станція дозволяє отримувати і перетворювати енергію хвиль у камерах компресорного типу на енергію стиснутого повітря. Потім лопатки турбіни обертають електрогенератор. Сьогодні у світі вже близько 400 маяків і навігаційних буїв одержують живлення від хвильових енергетичних установок. В Індії від хвильової енергії працює плавучий маяк порту Мадрас. У Норвегії з 1985 року діє перша у світі промислова хвильова станція потужністю 850 кВт. Енергоустановки такого типу економічно ефективні для малих населених пунктів на узбережжі океану.
Принцип роботи: у спеціальному буї-поплавку під дією хвилі коливається рівень води, що спричинює до стискання в ньому повітря, яке рухає турбіну.